# Karen Axelsdatter Movat
Karen Axelsdatter Movat (født ca. 1630 på Tysnes i Vestlandet, død 1675) var en norsk adelsdame. Hun var datter af Axel Movat og Karen Bildt. Da hendes broder døde i en duel med en slægtning, blev hun arving til faderens store godsbesiddelse og således regnet for Norges rigeste arving. Hun giftede sig med den danske adelsmand Ludvig Rosenkrantz, og parret slog sig ned i Kvinnherad. Der byggede et lille slot, som manden efter hendes død fik ophøjet til Baroniet Rosendal.